# Filmhaus Bielefeld

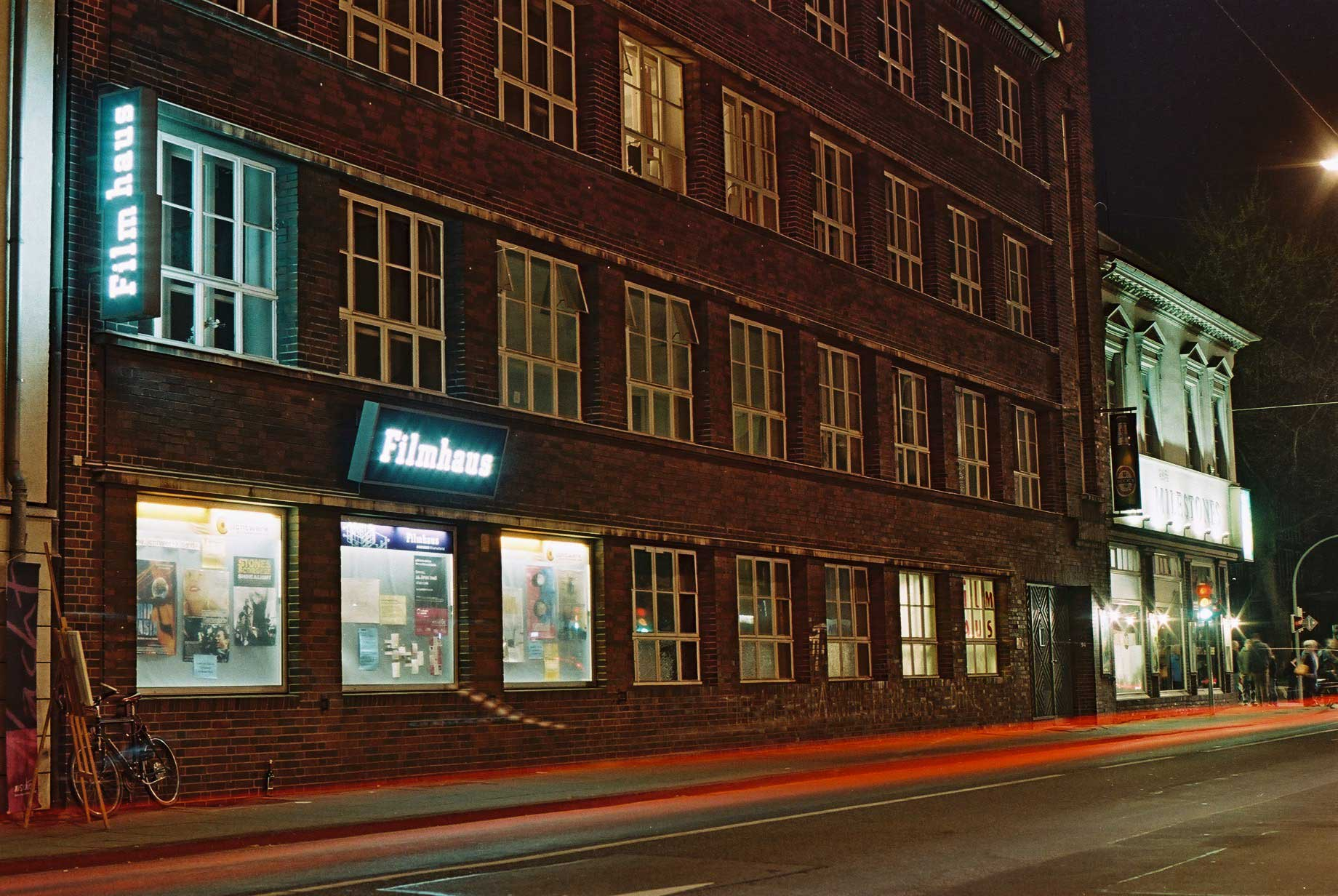
Filmhaus Bielefeld

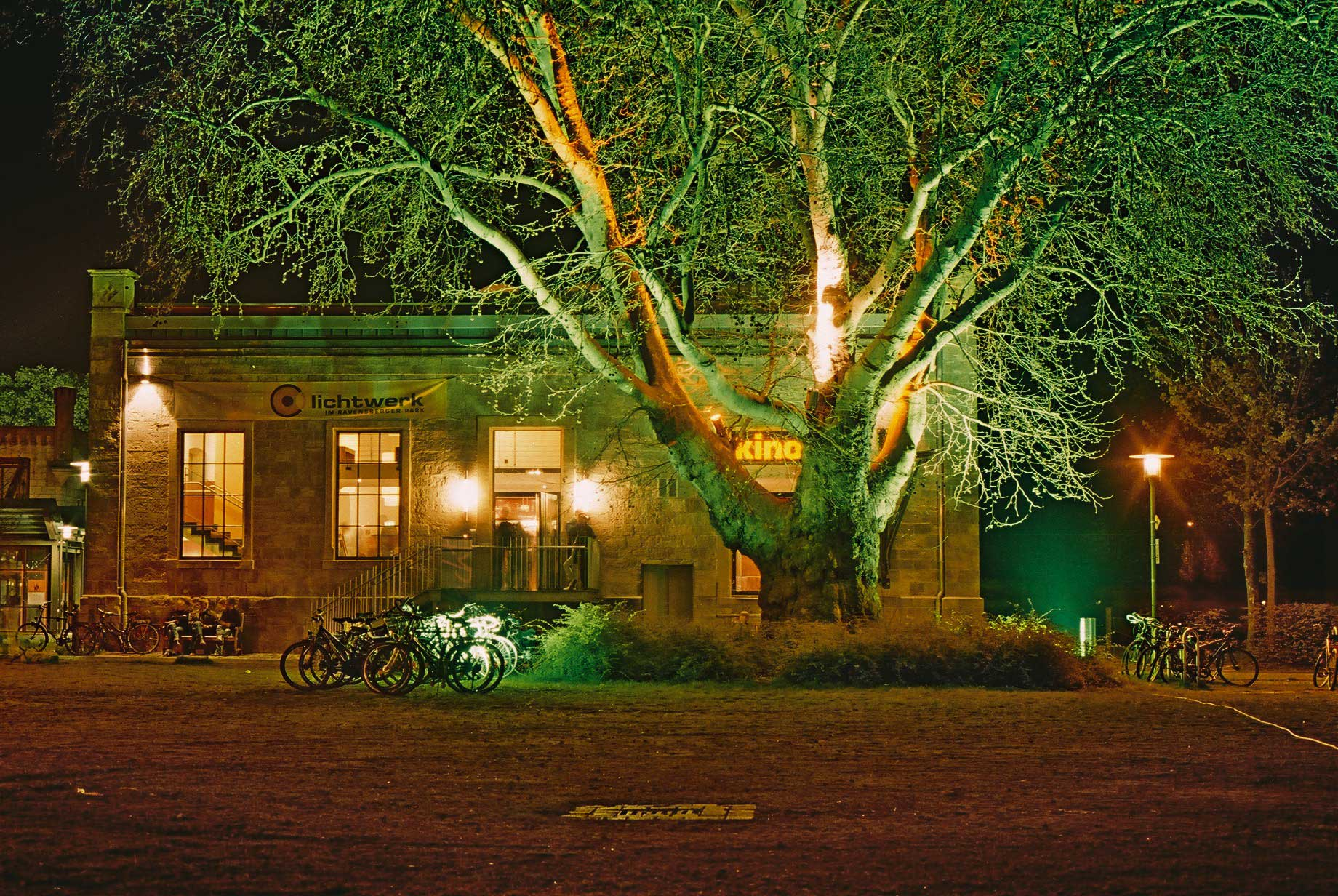
Lichtwerk Kino im Ravensberger Park

Das Filmhaus Bielefeld wurde 1982 von unabhängigen Film- und Videomachern der Region als Verein zur Förderung der Film- und Medienkultur in Ostwestfalen-Lippe, gegründet und setzt sich für die Förderung der Filmkultur ein. 
Der Verein wird von der Stadt Bielefeld und dem Land Nordrhein-Westfalen finanziell gefördert. Das Filmhaus Bielefeld gehört mit dem Filmhaus Köln, der Filmwerkstatt Münster und der Filmwerkstatt Düsseldorf zu den vier Filmwerkstätten des Landes Nordrhein-Westfalen und ist Mitglied im Netzwerk Filmkultur NRW e. V.

## Kurzüberblick
Die Gründungsgruppe setzte sich aus engagierten Filmern zusammen, die im Hochschulkontext produzierten. Anfangs ohne eigenes Domizil agierte der Verein in der Öffentlichkeit mit Festivals und Veranstaltungen zum Thema Regionale Filmkultur. Seit 1985 residiert der Verein mit seinen über 240 Mitgliedern gemeinsam mit der Künstlergruppe Artists Unlimited in der ehemaligen Papierwarenfabrik „Julius Opitz“. Im Laufe der Jahre entwickelte das Filmhaus vielfältige Angebote und Formate zur Förderung der regionalen Filmkultur. Die Bereiche Produktionsberatung, Geräteverleih und Weiterbildung wurden stetig professionalisiert und durch den Betrieb des eigenen Kinos Lichtwerk öffentlichkeitswirksam ergänzt. Seit 1997 führt das Filmhaus unter dem Label Mondscheinkino landesweit Open Air Kinoveranstaltungen durch. Seit 1998 ist das Mondscheinkino technischer Partner der Filmschauplätze NRW der Film- und Medienstiftung NRW. Das Filmhaus Bielefeld ist Mitgesellschafter der Lichtwerk & Kamera Filmkunst GmbH.

## Arbeitsbereiche
Der Verein verfügt über einen umfangreichen Gerätepark, der zur Filmproduktion dient. Die Geräte können mit entsprechender Beratung und technischer Einweisung entliehen werden. Zur Nachwuchsförderung und Weiterbildung bietet der Verein ein Seminarangebot das von den Basics bis zu hochspezialisierten Inhalten reicht. Wiederkehrende Formate führen in die Erstellung von Kurzreportagen ein oder vermitteln Erfahrungen in die verschiedenen Berufsfelder der Filmproduktion. Seit dem ersten Kinderfilmfest 1988 macht das Filmhaus im Bereich Medienpädagogik und Filmbildung filmpraktische Angebote für Kinder, Jugendliche und Erwachsene. Mit der Eröffnung des vereinseigenen Kinos Lichtwerk präsentiert das Filmhaus neben regionaler auch internationale Filmkunst als Erstaufführungen und Repertoire. Inspiriert durch das Internationale Filmfestival Locarno entwickelte das Filmhaus das Konzept eines mobilen Open Air Kinos. Unter dem Label Mondscheinkino ist das Filmhaus als Dienstleister landesweit unterwegs.

## Geschichte
Am 1. Juli 1982 taten sich Bielefelder Film- und Videoschaffende zusammen und gründeten einen Verein mit kultureller Ausrichtung: Filmhaus Bielefeld – Verein zur Förderung der Filmkultur in Ostwestfalen-Lippe. Inspiriert wurden sie dabei von der Arbeit des Filmbüros Nordrhein-Westfalen. Heute verfügt das Filmhaus Bielefeld über 240 Mitglieder. Mit finanzieller Unterstützung der Stadt Bielefeld und dem Land NRW konnten der Verein und seine Mitglieder in der Folge eine Filmwerkstatt mit vielen Arbeitsbereichen aufbauen. 
Nach der Gründung machte der Verein mit mehreren Filmfestivals auf sich und die regionale Filmszene aufmerksam. Zu einer festen Institution im Kulturleben wurde das Filmhaus allerdings erst mit der Etablierung im Opitz-Gebäude an der August-Bebel-Straße im Jahr 1985. Fünf junge Filmbegeisterte (Gunda Urban, Raimond Goebel, Jürgen Hillmer, Richard Lutterbeck und Udo Penner) investierten eigenes Kapital und erweiterten mit dem „Lichtwerk - Kino im Filmhaus“ die Angebotspalette des Vereins. Ab 1986 gab es mit Barbara Witych als ABM-Kraft an der Seite von Raimond Goebel feste Öffnungszeiten. 1987 verstärkte Ronald Herzog die Geschäftsstelle. 1988 ging das Filmhaus mit der Mediale und dem Medienkunstfestival Intercom an die Öffentlichkeit. Das erste Kinderfilmfest wurde von den Dieter-Baacke-Studentinnen Petra Wonsowitz, Martina Morre und Christiane Wollin konzipiert. Unter dem Motto „30 Grad im Schatten“ fand das erste der jährlichen Filmhaus-Sommerfeste statt. 

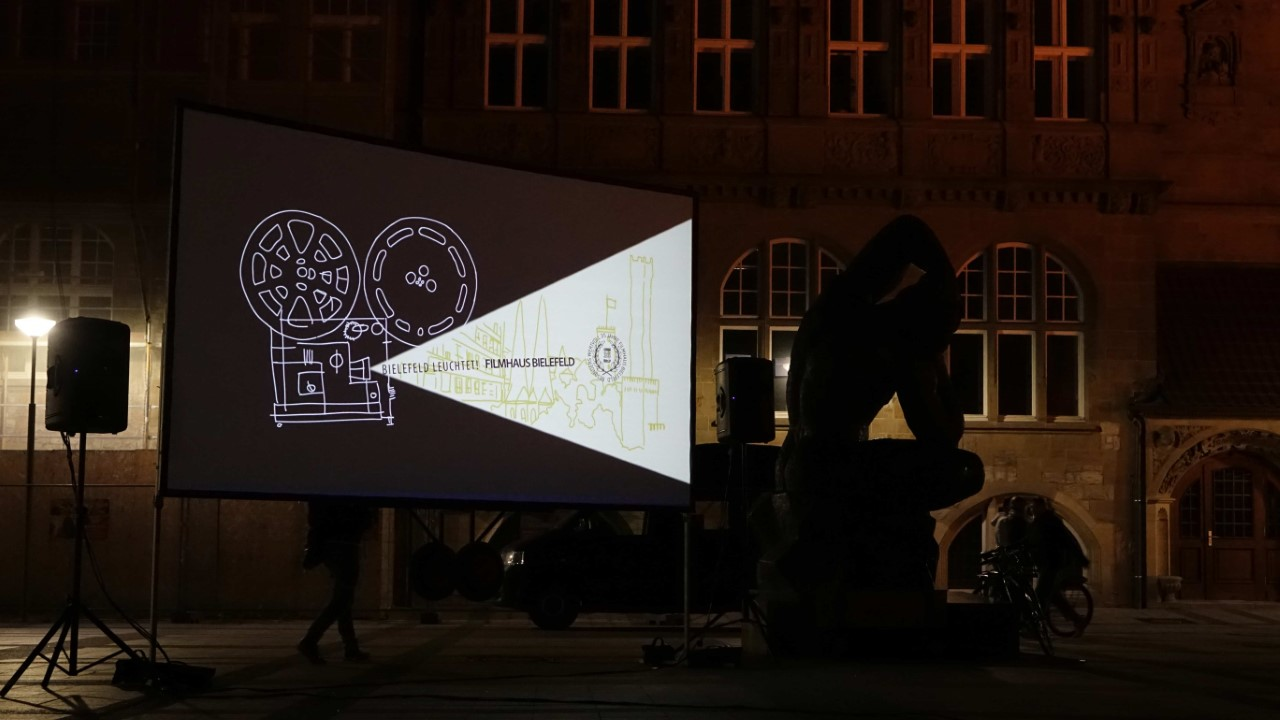
Das Wanderkino "Bielefeld leuchtet!" macht Station am Alten Rathaus.

1990 kam mit dem Kurzfilmwettbewerb Bilderbeben ein weiteres Traditionsprojekt hinzu. 1995 gab es die erste Auszeichnung für das hervorragende Filmprogramm des Lichtwerks, verbunden mit einer Prämie. 1997 startete das Mondscheinkino als Servicepartner für viele Städte in ganz NRW zu seiner ersten Open Air Kinosaison. In der Geschäftsstelle übernahm Jörg Erber 1997 von Heide Ontyd die Leitung. Gemeinsam mit Henning Poltrock kümmert Jörg Erber sich um das Profil der umfangreichen Filmproduktionsgeräte. Im Jahr 2000 startete der Kurzfilmworkshop mit 16mm-Technik seine lange Erfolgsgeschichte. Bei den Bielefelder Nachtansichten ist das Filmhaus seit 2001 regelmäßig mit den Kurzreportagen der Nachtvisionen als Open Air Projektion vertreten. Zum 20. Vereinsgeburtstag im Jahr 2002 ging mit Bielefeld leuchtet! ein weiteres Erfolgsmodell an den Start.

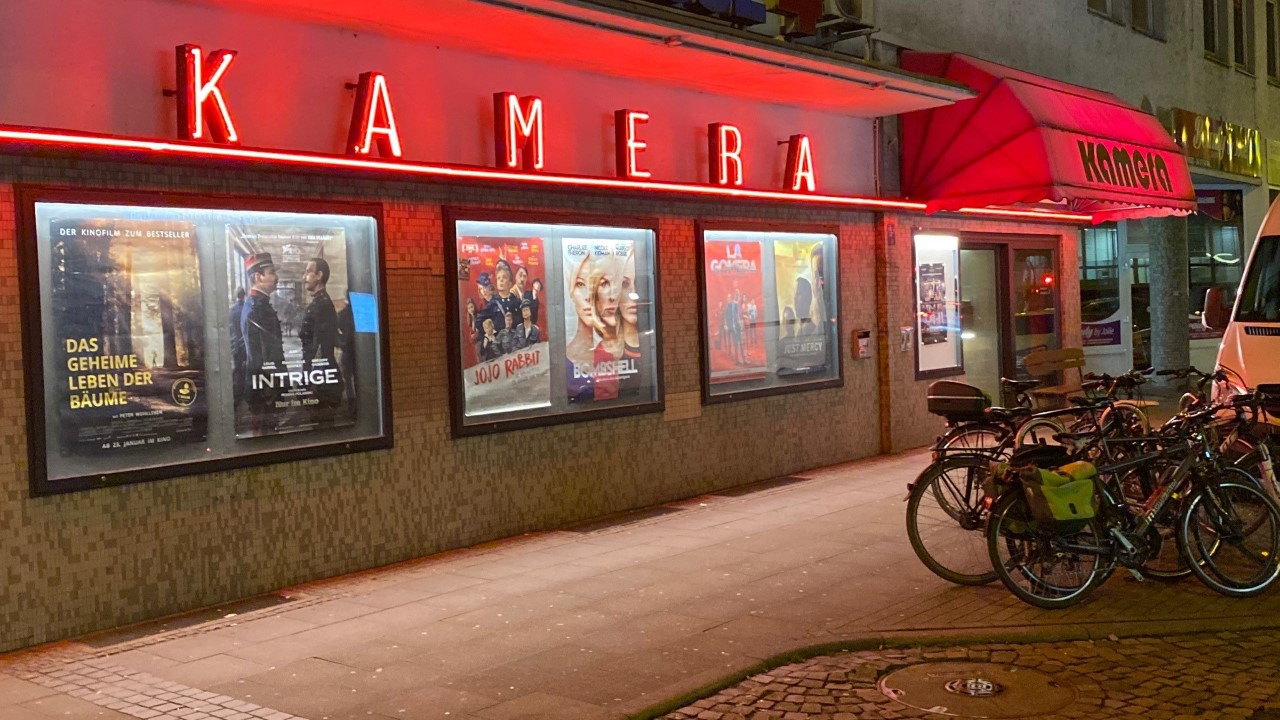
Kamera Filmkunsttheater

Im Januar 2006 eröffnete das Lichtwerk nach mehrjähriger Planungsarbeit als Kino im Ravensberger Park an neuem Standort mit drei Sälen und großem Foyer. 2007 wurde der erste Kinder- und Jugendfilm-Wettbewerb aus der Taufe gehoben. Zum Lichtwerk kam 2008 das renommierte Filmkunsttheater Kamera mit drei Sälen hinzu. 2010 begann das Offkino als eigenständiger Verein seinen Spielbetrieb im Filmhaus-Kino. 2021 entstand in Kooperation mit dem weltweit agierenden Projekt „Kinokabaret“ das Produktionsformat BieKino und die Jugendfilmredaktion. In diesem Jahr übernahm Juliane Bartelheimer die Geschäfte von Ronald Herzog.

## Projekte
Bielefelder Bilderbeben
Seit 1990 veranstaltet das Filmhaus einen Kurzfilmwettbewerb mit jährlich wechselndem Thema. International ausgeschrieben möchte das Filmhaus besonders die Filmschaffenden der Region Ostwestfalen-Lippe zur Teilnahme animieren. Jungen Filmschaffenden bietet der Wettbewerb ein Forum für Vernetzung und Zusammenarbeit.
Nachtvisionen
Mit diesem Format spricht das Filmhaus besonders den Nachwuchs an. Angedockt an die lange Nacht der Museen und Galerien werden unter Anleitung Kurzreportagen produziert, die in der Veranstaltungsnacht auf großer Leinwand Open Air dem Publikum präsentiert werden. Zu diesem Projekt wurde eine Reihe von Seminarmodulen entwickelt, die einen niederschwelligen Einstieg für Anfänger ermöglichen.
Digital Cinema
Das Konzept für den Kurzfilmworkshop wurde im Jahr 2000 im Filmhaus gemeinsam mit der Filmemacherin Beate Middeke entwickelt und erfuhr nicht zuletzt durch die technische Entwicklung immer wieder Modifizierungen. Der mehrwöchige Workshop vermittelt Einblicke in die verschiedenen Departments der Filmproduktion und endet mit einer Kinopremiere.
Goldene Dinos
Beim Kinder- und Jugendfilmwettbewerb werden Produktionen zu einem jährlich wechselnden Thema eingereicht. Kinder- und Jugendgruppen können beim Filmhaus filmpraktische Workshops mit Videoteamern buchen. Die Filme feiern seit 2007 ihre Premiere im Kino „Lichtwerk“, wo auch die drei goldenen Dinos verliehen werden.
Bielefeld leuchtet!
ist das Wanderkino durch die Bielefelder Innenstadt. Mit mobiler Technik werden an markanten Punkten Filme aus der regionalen Produktion gezeigt. Das Wanderkino findet seit 2002 in unregelmäßigen Abständen statt. 2019 wurde das Projekt beim NRW-Stadt-Tourismus-Wettbewerb mit dem Urbanana Award ausgezeichnet.
Filmhaus leuchtet!

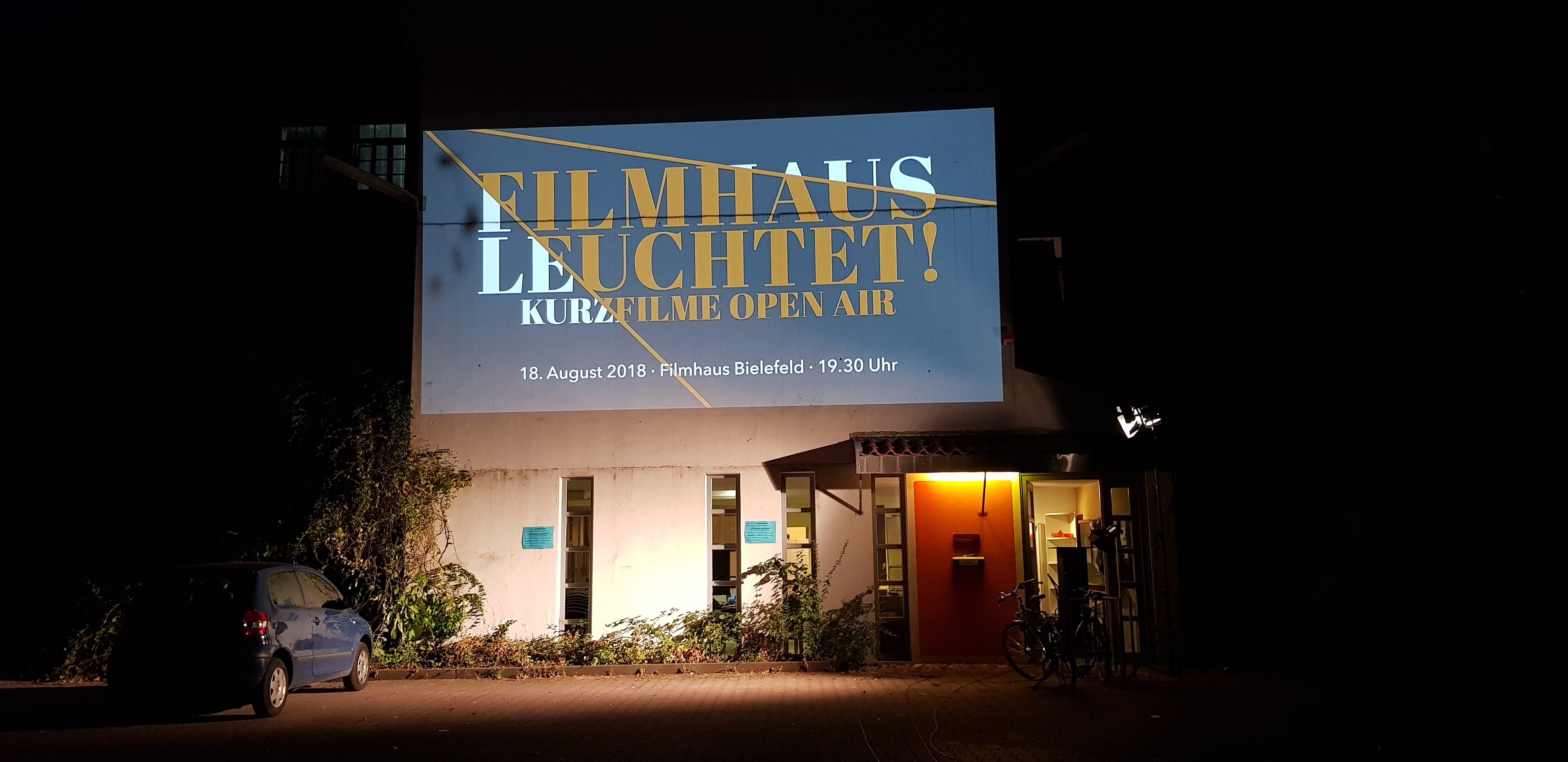
Filmprojektion "Filmhaus leuchtet!" im Innenhof am Filmhaus

Zu besonderen Anlässen verwandelt das Filmhaus den Innenhof seines Gebäudes in ein Open Air Kino. Hier sind dann neben eigenen Produktionen auch schon mal Stummfilme mit Livemusik zu sehen.
Flimmern!
So nennen die Mitglieder ihren regelmäßigen Ideenaustausch. An diesem Abend werden Projekte vorgestellt, Filme analysiert und technische Entwicklungen diskutiert.
b movie
ist ein Format für die jüngsten Filmemacher, die unter Anleitung erste Filmversuche starten möchten.
Biekino
ist ein Ableger des international etablierten Kinokabarets. Binnen weniger Tage durchlaufen Filmprojekte den Weg von der Idee bis auf die Leinwand. Ein gemischtes Teilnehmerfeld produziert in einem Camp unter Hochdruck Kurzfilme aller Genres.